# Смарт-1
«Смарт-1» (SMART-1) — первая автоматическая станция Европейского космического агентства для исследования Луны. Аппарат создан по заказу ЕКА Шведской космической корпорацией при участии почти 30 субподрядчиков из 11 европейских стран и США. Общая стоимость проекта составила 110 млн. евро.

## Задачи полета
SMART-1 — первый аппарат в программе «Small Missions for Advanced Research in Technology» — создавался прежде всего как экспериментальная АМС для отработки перспективных технологий и в первую очередь — электрореактивной двигательной установки для будущих миссий к Меркурию и Солнцу. Испытания новых технологий удачно совмещаются с решением научных задач — исследованием Луны. Ранее аналогичные научно-экспериментальные АМС уже запускались НАСА и JAXA: Deep Space 1 и Хаябуса соответственно.

## Перспективные технологии SMART-1
Главной изюминкой АМС является солнечная электрическая ДУ PPS-1350-G, изготовленная компанией Snecma Moteurs при сотрудничестве с ОКБ «Факел». В её состав входят холловский электростатический двигатель, созданный на основе двигателя СПД-100 производства ОКБ «Факел» (стационарный плазменный двигатель — в соответствии с классификацией, принятой в России), система подачи и распределения электропитания и запас рабочего тела (ксенона) — 82 кг. Ускорение ионов происходит за счёт эффекта Холла. Двигатель с кольцеобразной керамической камерой внешним диаметром 100 мм и внутренним 56 мм развивает тягу до 70 мН (7 гс) при удельном импульсе 16400 м/с. Рабочее напряжение двигателя — 350 В, ток — 3,8 А, потребляемая мощность — 1350 Вт, расход рабочего тела — 4,2 мг/с, КПД — 51 %. Двигатель оснащён двухстепенным механизмом поворота, позволяющим сохранять правильное направление вектора тяги по мере израсходования рабочего тела. (См. также Плазменный ракетный двигатель, Ионный двигатель)
Среди других технологических экспериментов стоит упомянуть аппаратуру KaTE (X/Ka-band Telemetry and Telecommand Experiment) для высокоскоростной связи и управления в диапазонах X (7/8 ГГц) и Ka (32/34 ГГц), бортовое ПО автономной навигации OBAN (On_Board Autonomous Navigation) для определения положения КА в космосе, литий-ионную модульную бортовую аккумуляторную батарею и эксперимент с лазерной связью.

## Научная аппаратура
- Миниатюризированная ПЗС-камера AMIE (Asteroid/Moon Micro_Imaging Experiment) предназначена для цветной съёмки с высоким разрешением и высокой чувствительностью поверхности Луны, и в особенности её плохо освещённых полярных областей. Поле зрения камеры — 5,3x5,3°, размер ПЗС 1024x1024, разрешение — 30 м с высоты 300 км. Камера также была использована для наблюдения пиков вечного света.
- Компактный спектрометр ближнего инфракрасного диапазона SIR (SMART-1 Infrared Spectrometer) для картирования минералов (пироксен, оливин, полевой шпат и т. п.) на поверхности Луны, для поиска отложений льда и твёрдой углекислоты в постоянно затенённых полярных кратерах. SIR имеет 256 каналов в между 0,93 и 2,4 мкм при спектральном разрешении 0,06 мкм и пространственном разрешении до 300 м.
- Опытный компактный (4,5 кг) видовой рентгеновский спектрометр D-CIXS (Demonstration Compact Imaging X-ray Spectrometer) работает в диапазоне 0,5-10 кэВ при разрешении 200 эВ и предназначен для составления глобальной карты элементного состава Луны с разрешением 50 км.

## Хронология

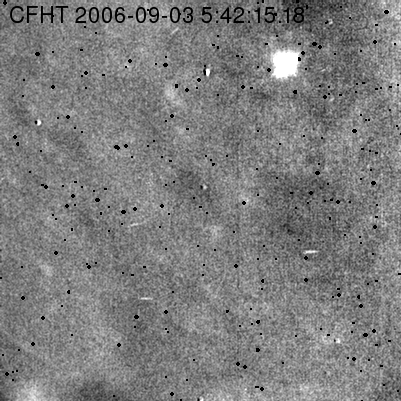
Вспышка от удара «Смарт-1» о лунную поверхность.

- Аппарат был запущен 27 сентября 2003 года ракетой-носителем «Ариан-5» в качестве попутной нагрузки при выведении спутников связи на ГСО.
- 25 января 2005 года на Землю были отправлены первые снимки лунной поверхности, выполненные «Смарт-1» с близкого расстояния.
- 27 февраля 2005 года спутник достиг своей конечной цели — он стал искусственным спутником Луны, с периодом обращения около 5 часов.
- 3 сентября 2006 аппарат завершил свою миссию. Он был сведён с орбиты и разрушился при ударе о поверхность Луны.